# Ardhanārīśvara

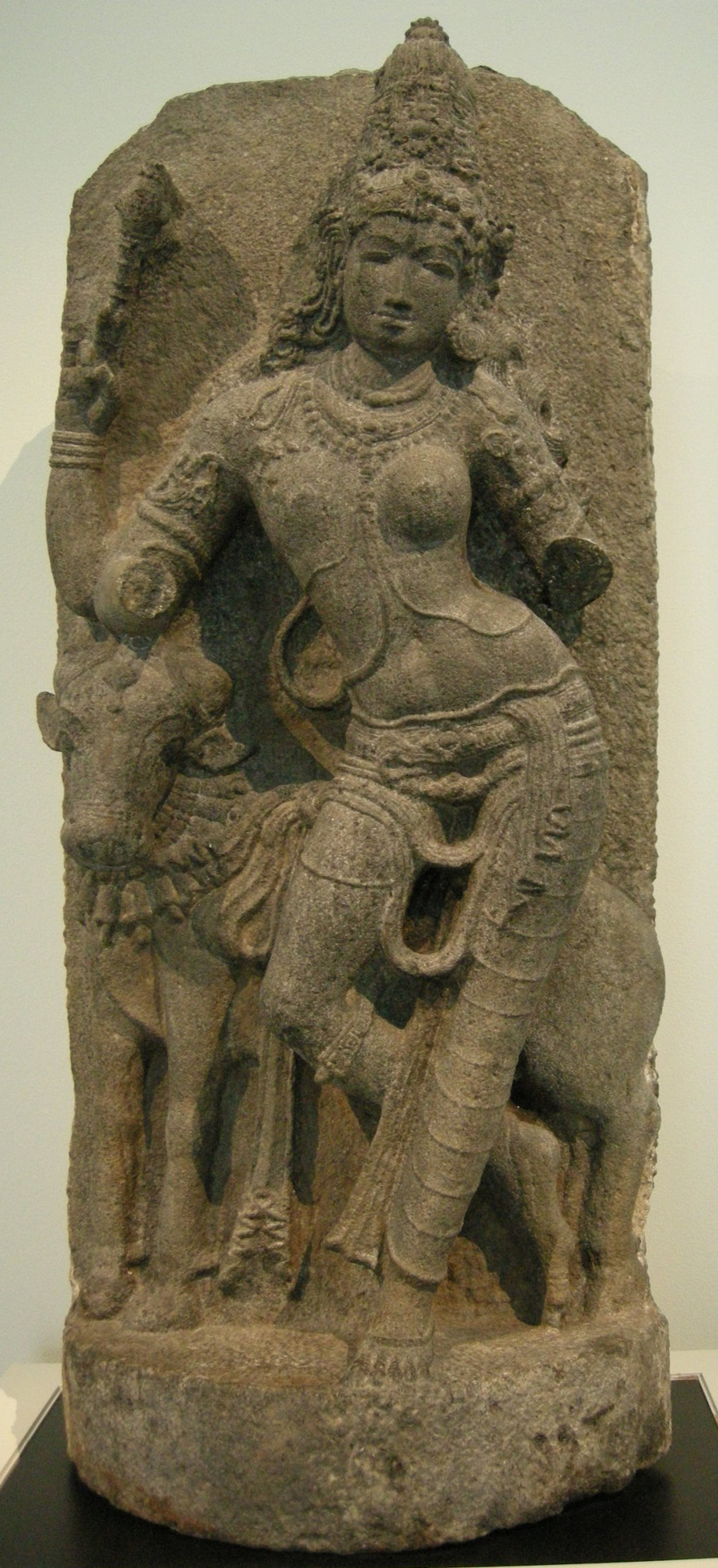
India del sud, Tamil Nadu, periodo Chola (850-1150), Ardhanarishvara

Ardhanārīśvara (in sanscrito अर्धनारीश्वर, ), con grafia inglese Ardhanarishvara, è una forma androgina composita del dio indù Siva e della sua consorte Kalì (nel suo aspetto oscuro) e/o Parvati (nel suo aspetto luminoso) (note anche come Devī, Śakti). Ardhanarishvara è la meta mistica e dottrinale del Tantrismo, dove i poli dell'uomo e dell'universo (la Natura e lo Spirito) si fondono e si completano. È raffigurato come metà uomo e metà donna, diviso esattamente a metà. La metà destra è il maschio Shiva, rappresentato con i suoi attributi tradizionali.
Ardhanarishvara rappresenta la sintesi delle energie maschili e femminili dell'universo (Puruṣa e Prakṛti) e illustra come Śakti, il principio femminile di Dio, sia inseparabile (o sia lo stesso, secondo alcune interpretazioni) da Siva, il principio maschile di Dio. L'unione di questi due principi è considerata essere l'origine di tutta la creazione. Un'altra interpretazione vede Ardhanārīśvara come il simbolo della natura onnipervasiva di Siva.